# Штуко
Штукатура односно штуко је пластично у већини рељефно украшавање ентеријера и екстеријера грађевина уз употребу штуко малтера и других материјала. У почетку је била употребљавана као замена за мање вредну надокнаду камена. Употребљавала се још у старом Риму а за време ренесансе се опет вратила у употребу и тада је била омиљена а нарочито у време барока и рококоа, затим у историзујућим стиловима као и за време сецесије када са појавом нове уметности њена употреба опада. Разлике у називима између врсте малтера и штукатуром се односи више на употребљавање него на саставе малтера.
Штукатура се наноси мокра и стврдне до веома густе чврсте супстанце. Користи се као декоративни премаз за зидове и плафоне, спољне зидове, као и као скулптурални и уметнички материјал у архитектури. Штукатура се може наносити на грађевинске материјале као што су метал, експандиране металне летве, бетон, блокови од шљунка или глинена цигла и ћерпич у декоративне и структуралне сврхе.
На енглеском, „штуко” се понекад односи на премаз за спољашњу страну зграде, а „гипс” на премаз за унутрашњост; као што је описано у наставку, међутим, сами материјали често имају мале или никакве разлике. Други европски језици, посебно италијански, немају исту разлику; stucco на италијанском значи гипс и служи за обоје.

## Састав
Основни састав штукатуре је цемент, вода и песак.

## Поправка историјске штукатуре

### Узроци погоршања
Поправка историјске штукатуре треба да почне идентификовањем узрока оштећења завршне обраде штукатуре. Историјски гледано, примена штукатуре је била прилично слична процесу наношења кречног малтера. Поправке треба извршити чим проблеми постану видљиви, јер ће се оштећења временом само погоршавати. На штукатури се могу формирати пукотине услед таложења зграде или директног оштећења спољашњег премаза. Када вода успе да пробије премаз, било кроз отвор у самој штукатури или испод њене површине, крхка штукатура може почети да се савија и распада. Дрво је уобичајени структурни материјал који се често користи као подлога испод штукатуре. Може да апсорбује влагу са или испод нивоа земље и одвуче је од првобитног извора проблема. Штукатура се такође може применити на зидове као што су цигла или камен, који такође могу бити оштећени инфилтрацијом влаге.
Посебно је проблематично повећање влаге из подземних вода или одводње. Штукатура се може одвојити од влажне дрвене летве испод и како дрво трули, штукатура може почети да пропада и да се одваја од ње и зграде. Оштећење саме штукатуре доводи до даље инфилтрације влаге која погоршава пропадање завршне обраде као и подлоге. Сливници, олуци, ограде и друга средства за управљање усмеравањем воде даље од зграде спречиће погоршање штете. Без одговарајућег олука, вода може прскати на штукатуре, стварајући мрље и убрзавајући пропадање завршне обраде. Поравнавање тла око зграде такође може бити неопходно да би се влага преусмерила са конструкције и темеља.

### Припрема и поправка
У зависности од степена оштећења завршне обраде, могу се извршити поправке различитог степена. Мале пукотине могу бити запечаћене додатним слојем завршног премаза или чак једноставно слојем боје. Модерни материјали за заптивање нису идеални медијуми за поправку. Избор за крпљење или потпуну поправку штукатуре зависи од текстуре завршног премаза. Поправке, посебно бројне, направљене на глатко завршној површини биће уочљивије, а обнављање целе површине новим слојем завршног премаза може бити прикладније. Насупрот томе, можда ће бити лакше сакрити делове поправке на текстурираној површини и потпуна дорада можда неће бити потребна.

Припрему треба започети уклањањем свих оштећених материјала у подручју које се поправља. Сваку штукатуру која је лабава треба уклонити јер је већ пропала. Уклањање угрожених материјала може се проширити на дрвену летву или друге подлоге које су такође могле бити оштећене, иако би можда било боље поставити нову мрежу преко оштећене летве. Мора се водити рачуна о овом приступу, јер може бити посебно критичан када је аутентичност важна за историјску зграду. У таквим случајевима, замена оштећене летве се генерално сматра прикладнијом од постављања нове мреже. Све површине треба очистити да би се уклонила боја, уље или раст биљака. Спојеви од камена или малтера од цигле могу се зарезати до дубине од 5/8" како би се омогућило правилно приањање нове штукатуре. Нове штукатуре не би требало да се преклапају са старом штукатуром.
Да би се добила уредна поправка, област коју треба закрпити треба изједначи помоћу сучеља, помоћу хладног длета, секире, дијамантске тестере или грађевинске бургије. Понекад може бити боље оставити подручје које треба закрпати у неправилном облику што може резултирати мање упадљивим мрљама. Правилна припрема површине која се крпи захтева веома оштре алате и изузетан опрез од стране извођача да не поломе кључеве околне добре штукатуре „претераним шмирглањем“ приликом уклањања дотрајале штукатуре.

### Додатна разматрања
Припрема за процес поправке захтева тестирање како би се утврдио састав штукатуре која се поправља. Због бројних фактора, укључујући регионално доступне материјале и оригиналну израду, постоји низ материјала који су можда коришћени за оригиналну примену штукатуре. Такође се мора утврдити да ли је коришћена врста штукатуре на бази креча или на бази портланд цемента. Посебно забрињава употреба портланд цемента, који је тврђи од претходних метода коришћених у примени штукатуре. Овај материјал није компатибилан са мекшим и флексибилнијим кречним цементом који је коришћен у 18. и средином 19. века. Тест узорковања је од кључног значаја за одређивање најбоље мешавине, у смислу издржљивости, компатибилности, текстуре и боје за употребу у процесу поправке. Требало би користити тестне закрпе да би се помогло у доношењу ове одлуке. У поправци треба користити исти број слојева као што је коришћен у првобитној примени штукатуре.
Професионални извођач радова који је упознат са процесом поправке историјске штукатуре треба да изврши неопходне поправке. Типично, власник куће не би требало да покушава сам да поправи штукатуре.
Даља истраживања која би требало да се спроведу пре почетка поправке укључују одређивање врста састојака који се користе у оригиналној штукатури како би се боја и текстура оригиналног материјала што је више могуће ускладиле. У неким случајевима, шкољке или шљунак су коришћени у штукатурној облоги. Песак регионалног порекла, на пример, можда је коришћен у оригиналној апликацији, али можда више није лако доступан. На овај начин, штукатура је имала тенденцију да се директно нијансира, иако је понекад била фарбана након наношења. Поред тога, употреба састојака као што је животињска длака била је популарна у неким регионима. Треба водити рачуна да извршене поправке укључују сличне састојке који су чисти и без уља. Ово је још један разлог за употребу пробних закрпа, како би се осигурало да се поправке уклопе у оригиналну грађевинску текстуру што је више могуће.